# رجی ویترسپون
رجی ویترسپون (انگلیسی: Reggie Witherspoon؛ زادهٔ ۳۱ مارس ۱۹۸۵) دونده اهل ایالات متحده آمریکا است.
وی در مسابقات کشوری و بین‌المللی در مجموع برندهٔ ۱ مدال طلا شده‌است.